# Bucyrus (Észak-Dakota)
Bucyrus város az USA Észak-Dakota államában,  Adams megyében. Lakosainak száma 18 fő (2020. április 1.).

## Népesség
A település népességének változása:

| 2010 | 27 |
| 2020 | 18 |